# جوربند (عشر ستاق)
جوربند (بالفارسية: جوربند) هي قرية تقع في إيران في قسم عشر ستاق الريفي. يقدر عدد سكانها بـ 274 نسمة بحسب إحصاء 2016.